# Mert Fluctus
Il Mert Fluctus è una struttura geologica della superficie di Venere.